# Gilze en Rijen
Gilze en Rijen este o comună și o localitate în provincia Brabantul de Nord, Țările de Jos. Comuna este numită după cele două localități principale: Gilze și Rijen.

## Localități
Rijen (16.048 loc.), Gilze (7.498 loc.), Molenschot (1.384 loc.), Hulten (340 loc.)